# Pseudomugil majusculus
Pseudomugil majusculus é uma espécie de peixe da família Pseudomugilidae.
É endémica da Papua-Nova Guiné.